# Fausto Reinaga
Fausto Reinaga (Colquechaka, 27 de março de 1906 − 19 de agosto de 1994) foi um escritor e intelectual indígena boliviano. Sua obra mais importante é La revolución india.

## Biografia
Fauto Reinaga ― que foi batizado com o nome de José Félix Reinaga ― nasceu na aldeia Macha, no distrito Colquechaca do departamento de Potosí, filho de Jenaro Reinaga e de Alejandra Chavarría (tataraneta do líder indígena Tomás Katari). Ambos os seus pais haviam participado do levante de Zárate Willka em 1899. Parte da sua família eram trabalhadores domésticos dos gerentes da empresa mineira norte-americana Patiño Mines. Reinaga aprendeu a ler aos 16 anos.
De quatro irmãos, foi o único sobrevivente, já que suas duas irmãs mais velhas, ainda crianças, foram estupradas e assassinadas por latifundiários brancos e seu irmão mais novo faleceu durante o serviço militar. O conselho de anciãos o enviou para estudar na cidade de Oruro para se preparar para liderar seu povo. De acordo com sua ascendência nobre, lhe deram o nome indígena de Ruphaj Katari. Como escritor, Reinaga escolheu o pseudônimo de Fausto Reinaga para demonstrar sua admiração ao Fausto do escritor alemão Goethe.
Em 1957, o Partido Comunista da Bolívia o enviou para Leipzig (na Alemanha Oriental) a um Congresso de Sindicatos comunistas, e de lá visitou a União Soviética. Depois do seu retorno, esteve em um congresso comunista celebrado em Montevidéu, onde foi detido. Seu livro El sentimiento mesiánico del pueblo russo foi confiscado. Os comunistas não o ajudaram, o que fez a embaixada boliviana em Montevidéu repatriá-lo. Logo entrou em uma crise de consciência, se afastou do Partido Comunista da Bolívia (que nove anos mais tarde também trairia o guerrilheiro argentino-cubano Che Guevara). Viajou para Machu Picchu (sul do Peru), que havia sido capital do império Inca, onde se deu conta do poder de seus antepassados.
Até meados de 1960, Fausto foi um ardente defensor do Marxismo.
Ao regressar da Europa rompi com toda minha tradição intelectual e toda minha produção cholista. Gostaria que nada disso houvesse existido... É outra etapa, outro caminho que encontrei; e tenho outra meta no horizonte. Nas minhas obras de 1940 a 1960 eu buscava a assimilação do índio através da cholaje branco-mestiça. E nas obras que publiquei de 1964 a 1970 buscava a libertação do índio, a prévia destruição da cholaje branco-mestiça... e proponho a revolução índia.— Fausto Reinaga, La revolución india, 1969 (p. 463).
Reinaga se converteu no pioneiro do indianismo boliviano. No dia 15 de novembro de 1962 fundou o partido PIAK (Partido dos Índios Aymara e Keswas), que mais tarde se chamou PIB (Partido Índio da Bolívia).
Em suas obras posteriores, "La revolución india" (1970), "Tesis india" (1971), "El pensamiento aumático" (1978), "El hombre" (1981), e em sua última obra, "El pensamiento indio" (1991), estabelece a superioridade da filosofia dos indígenas em relação ao pensamento ocidental.
É preciso tirar Cristo e Marx da cabeça do Índio.— Fausto Reinaga
Inti e PachaMama ― ao contrário do aterrorizador Jeová, respiram e exalam o amor, e fazem do homem um ser alegre, amante do bem e da paz. A filosofia inka tem a missão de enobrecer a vida. A felicidade, o amor e a paz são um prazer social.— Fausto Reinaga, La revolución india (p. 397), 1969

## Obras
Fausto Reinaga publicou mais de 30 livros, sendo sua obra mais importante o livro La revolución india.
Seus trabalhos foram re-editados por sua assistente e sobrinha Hilda Reinaga.

### Livros
- 1940, Mitayos y Yanaconas, Oruro - Bolivia, Imprenta Mazuelo Oruro. Fue Primer premio Municipal de Oruro en 1940.
- 1953, Tierra y libertad. La revolución nacional y el indio, La Paz, Ediciones Rumbo Sindical
- 1953, Belzu. Precursor de la revolución nacional, La Paz-Bolivia, Rumbo Sindical, Ganó un concurso de la Alcaldía Municipal de La Paz.
- 1956, Franz Tamayo y la revolución boliviana, La Paz-Bolivia, Editorial Casegural.
- 1960, Alcides Arguedas, La Paz-Bolivia, Impreso en Talleres Gráficos "Gutenberg"
- 1960, El sentimiento mesiánico del pueblo ruso, La Paz-Bolivia, Ediciones SER (Sindicato de Escritores Revolucionarios).
- 1964, El indio y el cholaje boliviano. Proceso a Fernando Diez de Medina, La Paz-Bolivia, Ediciones PIAKK (Partido de Indios Aymaras y Kheshuas del Kollasuyu-Bolivia).
- 1967, La intelligentsia del cholaje boliviano, La Paz-Bolivia, Ediciones Partido Indio de Bolivia.
- 1968, El indio y los escritores de América, La Paz-Bolivia, Ediciones PIB (Partido Indio de Bolivia).
- 1970, La revolución india, La Paz-Bolivia, Edición Fundación Amáutica Fausto Reinaga, 2da edición 2000.
- 1970, Manifiesto del Partido Indio, La Paz-Bolivia, Impresión Wa – Gui, 2da edición 2007.
- 1971, Tesis India, La Paz-Bolivia, Impresión Wa – Gui, 2da edición 2006.
- 1974, América India y Occidente, La Paz-Bolivia, Ediciones Partido Indio de Bolivia
- 1978, La razón y el indio, La Paz-Bolivia, Impreso Litografías e Imprentas Unidas S.A
- 1978, El pensamiento amáutico, La Paz-Bolivia, Ediciones Partido Indio de Bolivia
- 1978, Indianidad, La Paz-Bolivia, Impresores: Litografías e Imprentas UNIDAS
- 1980, ¿Qué hacer?, La Paz-Bolivia, Ediciones Comunidad Amáutica Mundial.
- 1981, El hombre, La Paz-Bolivia, Ediciones Comunidad Amáutica Mundial.
- 1981, La revolución amáutica, La Paz-Bolivia, Impresión Wa – Gui, 2da. Edición 2001
- 1981, Bolivia y la revolución de las fuerzas armadas, La Paz-Bolivia, Ediciones Comunidad Amáutica Mundial.
- 1981, La era de Einstein, La Paz-Bolivia, Ediciones Comunidad Amáutica Mundial.
- 1982, La podredumbre criminal del pensamiento europeo, La Paz-Bolivia, Ediciones Comunidad Amáutica Mundial.
- 1983, Sócrates y yo, La Paz-Bolivia, Ediciones Comunidad Amáutica Mundial.
- 1984, Europa prostituta asesina, La Paz-Bolivia, Ediciones Comunidad Amáutica Mundial
- 1986, Crimen. Sócrates, Cristo, Marx, Churchill, Roosevelt, Stalin Hitler, Reagan, La Paz-Bolivia, Ediciones Comunidad Amáutica Mundial.
- 1991, El pensamiento indio, La Paz-Bolivia, Ediciones Comunidad Amáutica Mundial.

### Monografias
- 1949, Víctor Paz Estensoro, La Paz-Bolivia, Publicaciones del CEC,
- 1952, Nacionalismo boliviano. Teoría y programa, La Paz-Bolivia, Rumbo Sindical 17
- 1956, Revolución cultural y crítica, La Paz-Bolivia, Ed. Casegural, separata parte del apéndice de Franz Tamayo y la Revolución boliviana.
- s-f, América: 500 años de esclavitud, hambre y masacre,

### Artigos
- 1953, "La raíz del pensamiento boliviano", en Khana. Revista municipal de arte y letras Vol. 1, n° 1 y 2, La Paz-Bolivia, pp. 15-16.
- 1953, "La revolución boliviana no es ni debe ser burguesa", en Revista Abril n° 1, La Paz-Bolivia, pp. 3-28.
- 1960, “España”, sin datos.
- 1963, “El Cuzco que he sentido”, en La Nación - Suplemento Dominical, domingo 6 de octubre de 1963.
- 1981, “Fausto Reinaga”, en Bonfil Batalla, Guillermo (director), Utopía y revolución: el pensamiento político contemporáneo de los indios en América Latina. México, Nueva Imagen, pp. 60-86.

### Revistas
- 1979, Amauta 1. Revista de la Comunidad India Mundial (CIM), La Paz-Bolivia, Empresa Editora Urquizo S.A.